# Saskia Esken
Saskia Esken, född 28 augusti 1961 i Stuttgart som Saskia Hofer, är en tysk politiker. Sedan december 2013 är hon invald i tyska Förbundsdagen för Tysklands socialdemokratiska parti (SPD). Sedan 6 december 2019 är hon tillsammans med Norbert Walter-Borjans partiledare för Tysklands socialdemokratiska parti.
Esken tog 1991 examen som informatiker och arbetade därefter under ett antal år som mjukvaruutvecklare. Hon gick med i SPD 1990, hade från 2007 till 2014 kommunala poster i Bad Liebenzell, var från 2009 till 2020 kretsordförande och medlem i förbundslandsstyrelsen i socialdemokratiska gemenskapen för kommunalpolitik (SGK) och var från 2010 till 2020 ordförande i kretsförbundet i Calw.
Till slutet av 2019 var Esken SPD:s ställföreträdare digitalpolitisk talesperson för SPD-gruppen i Förbundsdagen.

## Partiledare
SPD:s partiledare Andrea Nahles avgick från sin post i juni 2019, efter ett år på posten, på grund av fortsatt minskat väljarstöd och ett mycket dåligt resultat i Europaparlamentsvalet, 15,8 procent av rösterna. Förslag på efterträdare togs fram genom medlemsomröstning inom SPD, med det formella beslutet på partikonferensen i december 2019. I den första omgången i slutet av oktober 2019 fick finansminister Olaf Scholz och Klara Geywitz flest röster, 22,7 procent, med Esken och Walter-Borjans på andra plats med 21,0 procent. Eftersom inget kandidatpar fick egen majoritet genomfördes en andra medlemsomröstning i slutet av november. I denna fick Esken och Walter-Borjans 53 procent mot 45 procent för Scholz och Geywitz. Scholz och Geywitz hade uttalat sig för att stanna i den stora koalitionen med CDU, medan Esken och Walter-Borjans, som räknas till SPD:s vänsterfalang, sagt att de var villiga att lämna samarbetet.
Esken och Walter-Borjans har fått det gemensamma smeknamnet "Eskabo".